# Punta Gallinas

A Punta Gallinas, localizada na Península de la Guajira, na Colômbia, é o ponto mais setentrional da América do Sul. Os outros pontos extremos do continente sul-americano são: ao leste, a Ponta do Seixas (Brasil), ao sul, o Cabo Horn (Chile) e, ao oeste, a Punta Pariñas (Peru). 
Na punta Gallinas fica o farol mais setentrional da América do Sul. Tem uma altura de 18 metros e opera desde 1989.